# Prepona confusa
Prepona confusa är en fjärilsart som beskrevs av Friedrich Wilhelm Niepelt 1913. Prepona confusa ingår i släktet Prepona och familjen praktfjärilar. Inga underarter finns listade i Catalogue of Life.